# Podsedák

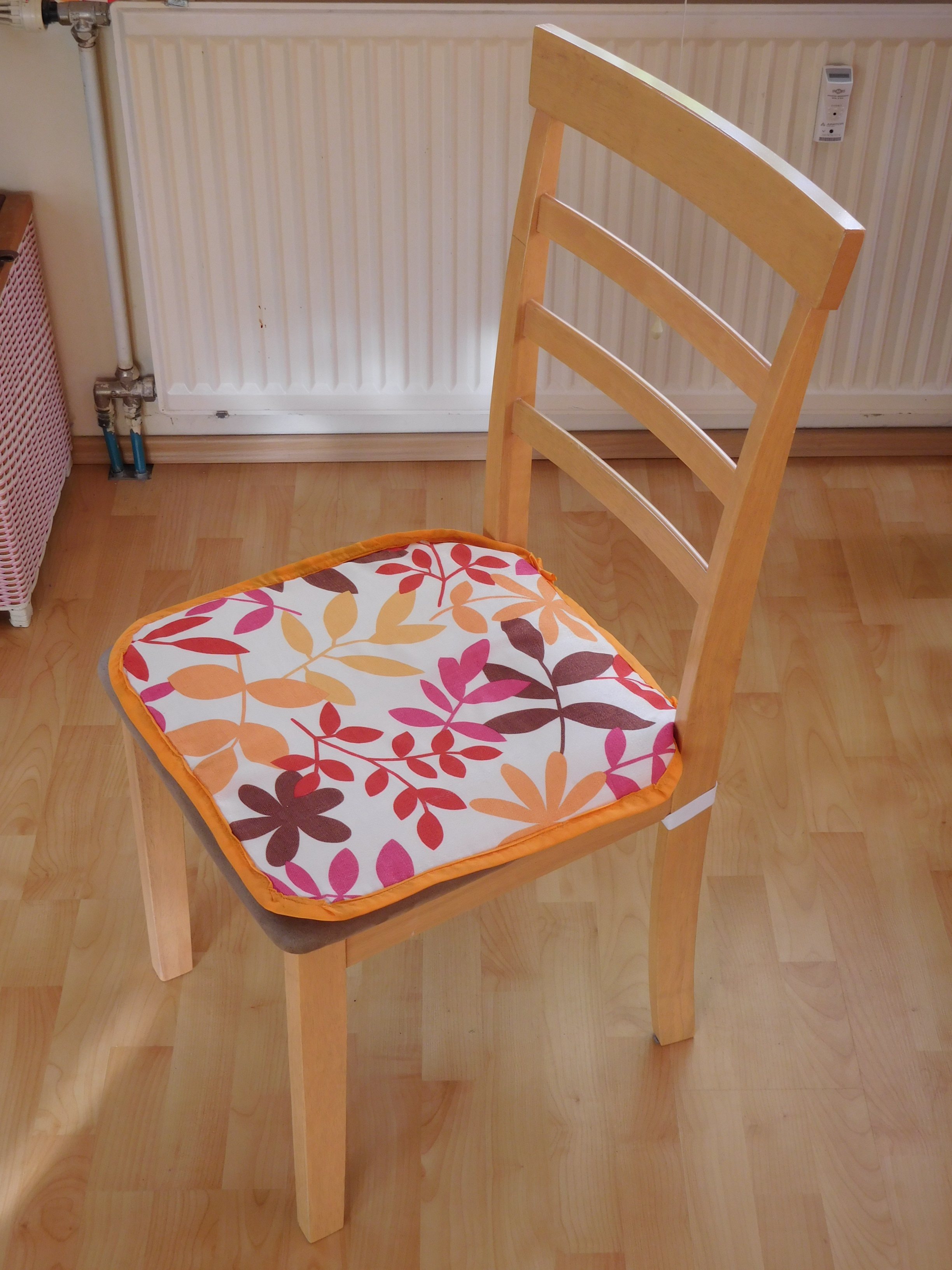
Židle s podsedákem

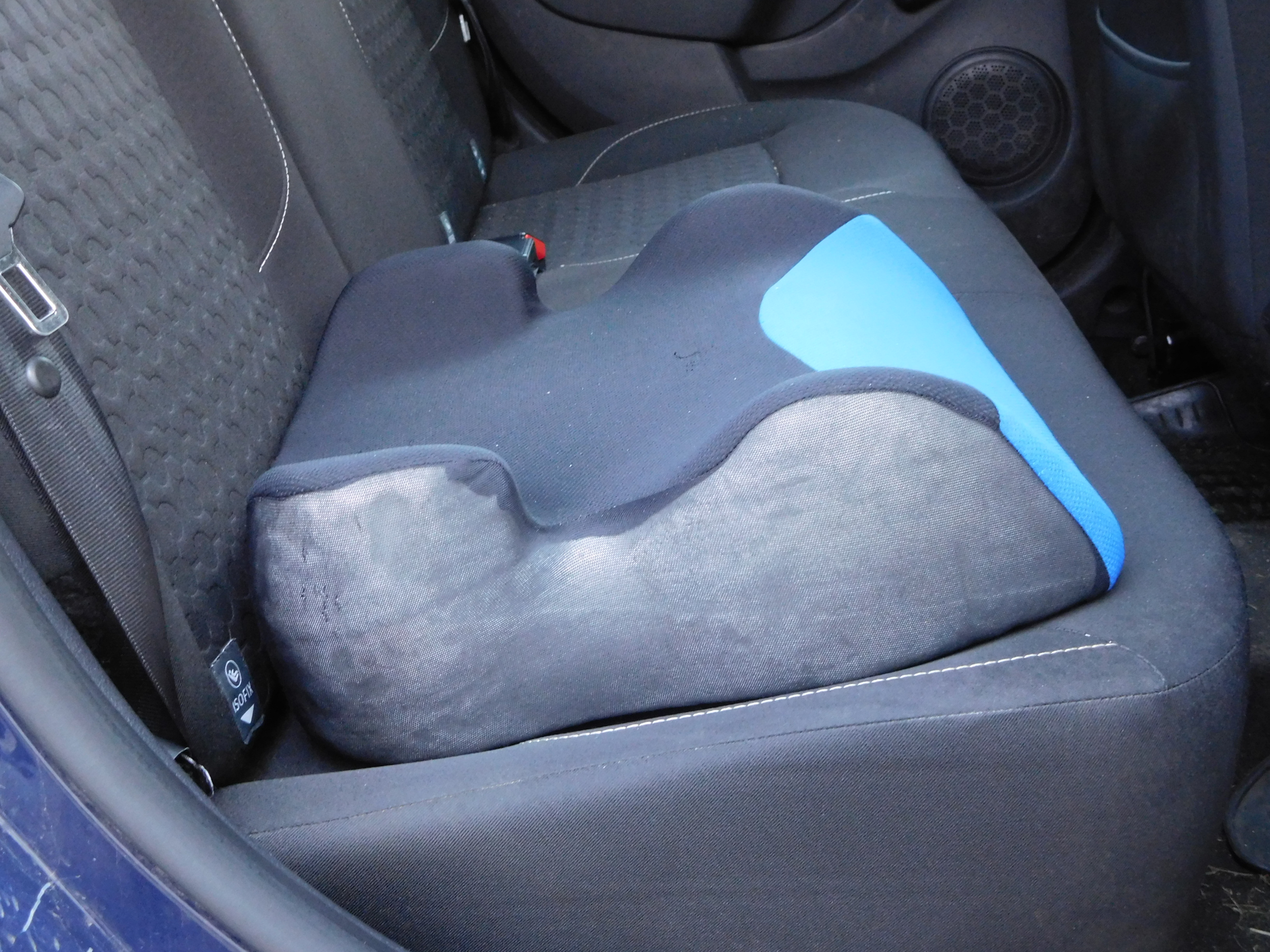
Podsedák v autě

Podsedák (někdy též lidově nazýván podprdelník) je předmět, většinou z textilie, který se dává pod zadní část těla při sezení na židli. Slouží jako pomůcka pro pohodlnější sezení i jako tepelná izolace. Rozdíl mezi podsedákem a polstrováním je ten, že zatímco polstrování je pevnou součástí židle, podsedák jím není a je přenosný. Zpravidla nebývá dodáván společně s židlí, ale samostatně. Tlustší podsedáky bývají používány v restauracích, například pro to, aby děti lépe dosáhly na stůl.
Podsedák je rovněž název zádržného zařízení – autosedačky třídy 2 a 3 (pro děti o hmotnosti 15–36 kg).